# Prema Powerteam
Prema Racing – (do 2022 Prema Powerteam) włoski zespół wyścigowy, założony w 1984 przez Angelo Rosina i Giorgio Piccolo. Obecnie ekipa startuje w Europejskim Pucharze Formuły Renault 2.0, Alpejskiej Formule Renault 2.0, Formule Abarth oraz w Europejskiej Formule 3. W przeszłości zespół pojawiał się także na starcie w Formule Renault 3.5, Włoskiej Formule Renault, Włoskiej Formule 3 oraz w Formule 3 Euro Series.

## Starty

### Formuła Renault 3.5
| Rok  | Bolid               | Kierowcy            | Wyścigi | Wygrane | PP | NO | Pkt | M.K. | M.Z. |
| ---- | ------------------- | ------------------- | ------- | ------- | -- | -- | --- | ---- | ---- |
| 2006 | Dallara T02-Renault | Gregory Franchi     | 17      | 0       | 0  | 0  | 10  | 25   | 8    |
| 2006 | Dallara T02-Renault | Christian Montanari | 17      | 1       | 2  | 1  | 58  | 7    | 8    |
| 2007 | Dallara T02-Renault | Xavier Maassen      | 17      | 1       | 1  | 0  | 0   | 32   | 5    |
| 2007 | Dallara T02-Renault | Ben Hanley          | 17      | 2       | 0  | 3  | 102 | 2    | 5    |
| 2008 | Dallara-Renault     | Miguel Molina       | 17      | 2       | 1  | 0  | 79  | 4    | 4    |
| 2008 | Dallara-Renault     | Álvaro Barba        | 17      | 0       | 0  | 0  | 58  | 10   | 4    |

### Europejski Puchar Formuły Renault 2.0
| Rok  | Bolid          | Kierowcy                | Wyścigi | Wygrane | PP | NO | Pkt | M.K. | M.Z. |
| ---- | -------------- | ----------------------- | ------- | ------- | -- | -- | --- | ---- | ---- |
| 2005 | Tatuus-Renault | Kamui Kobayashi         | 16      | 6       | 4  | 5  | 157 | 1    | 3    |
| 2005 | Tatuus-Renault | Patrick Rocha           | 16      | 0       | 0  | 1  | 26  | 13   | 3    |
| 2005 | Tatuus-Renault | Tom Dillmann            | 10      | 0       | 0  | 0  | 0   | 37   | 3    |
| 2005 | Tatuus-Renault | Mihai Marinescu         | 4       | 0       | 0  | 0  | 0   | 47   | 3    |
| 2006 | Tatuus-Renault | Edoardo Mortara         | 14      | 0       | 0  | 0  | 34  | 10   | 10   |
| 2006 | Tatuus-Renault | Henkie Waldschmidt      | 14      | 0       | 0  | 0  | 19  | 15   | 10   |
| 2006 | Tatuus-Renault | Martin Plowman          | 14      | 0       | 0  | 0  | 7   | 23   | 10   |
| 2007 | Tatuus-Renault | Andrea Caldarelli       | 14      | 0       | 0  | 0  | 2   | 24   | 6    |
| 2007 | Tatuus-Renault | Martin Plowman          | 14      | 0       | 0  | 0  | 1   | 26   | 6    |
| 2007 | Tatuus-Renault | Henkie Waldschmidt      | 13      | 1       | 0  | 0  | 52  | 7    | 6    |
| 2008 | Tatuus-Renault | Carlos Muñoz            | 14      | 0       | 0  | 0  | 0   | 34   | 9    |
| 2008 | Tatuus-Renault | Víctor García           | 2       | 0       | 0  | 0  | 0   | 38   | 9    |
| 2008 | Tatuus-Renault | Sergio Campana          | 12      | 0       | 0  | 0  | 2   | 25   | 9    |
| 2008 | Tatuus-Renault | Kazimieras Vasiliauskas | 10      | 0       | 0  | 0  | 0   | 40   | 9    |
| 2008 | Tatuus-Renault | Patrick Reiterer        | 14      | 0       | 0  | 0  | 02  | 27   | 9    |
| 2013 | Tatuus-Renault | Luca Ghiotto            | 14      | 1       | 1  | 1  | 69  | 9    | 7    |
| 2013 | Tatuus-Renault | Bruno Bonifacio         | 14      | 0       | 0  | 2  | 29  | 15   | 7    |
| 2013 | Tatuus-Renault | Antonio Fuoco           | 2       | 0       | 0  | 0  | 0   | NS†  | 7    |
| 2013 | Tatuus-Renault | Aurélien Panis          | 8       | 0       | 0  | 0  | 14  | 18   | 7    |
| 2014 | Tatuus-Renault | Bruno Bonifacio         | 13      | 1       | 0  | 0  | 88  | 5    | 2    |
| 2014 | Tatuus-Renault | Hans Villemi            | 14      | 0       | 0  | 0  | 38  | 14   | 2    |
| 2014 | Tatuus-Renault | Dennis Olsen            | 14      | 2       | 2  | 3  | 124 | 2    | 2    |
| 2014 | Tatuus-Renault | Aleksander Bosak        | 2       | 0       | 0  | 0  | 0   | NS†  | 2    |

† – zawodnik nie był liczony do klasyfikacji końcowej.

### Europejska Formuła 3
| Europejska Formuła 3 | Europejska Formuła 3    | Europejska Formuła 3 | Europejska Formuła 3 | Europejska Formuła 3 | Europejska Formuła 3 | Europejska Formuła 3 | Europejska Formuła 3 | Europejska Formuła 3 | Europejska Formuła 3 |
| Rok                  | Bolid                   | Kierowcy             | Wyścigi              | Wygrane              | PP                   | NO                   | Pkt                  | M.K.                 | M.Z.                 |
| -------------------- | ----------------------- | -------------------- | -------------------- | -------------------- | -------------------- | -------------------- | -------------------- | -------------------- | -------------------- |
| 2012                 | Dallara F312 Volkswagen | Daniel Juncadella    | 20                   | 5                    | 5                    | 5                    | 252                  | 1                    |                      |
| 2012                 | Dallara F312 Volkswagen | Sven Müller          | 20                   | 0                    | 2                    | 0                    | 109                  | 8                    |                      |
| 2012                 | Dallara F312 Volkswagen | Michael Lewis        | 20                   | 0                    | 0                    | 0                    | 101                  | 9                    |                      |
| 2012                 | Dallara F312 Volkswagen | Raffaele Marciello   | 20                   | 7                    | 4                    | 6                    | 228,5                | 2                    |                      |
| 2013                 | Dallara-Renault         | Raffaele Marciello   | 30                   | 13                   | 12                   | 8                    | 489,5                | 1                    | 1                    |
| 2013                 | Dallara-Renault         | Alex Lynn            | 30                   | 3                    | 5                    | 4                    | 339,5                | 3                    | 1                    |
| 2013                 | Dallara-Renault         | Lucas Auer           | 30                   | 1                    | 0                    | 2                    | 277                  | 4                    | 1                    |
| 2013                 | Dallara-Renault         | Eddie Cheever III    | 30                   | 0                    | 0                    | 0                    | 50                   | 13                   | 1                    |
| 2014                 | Dallara-Mercedes        | Nicholas Latifi      | 30                   | 0                    | 0                    | 0                    | 128                  | 10                   | 1                    |
| 2014                 | Dallara-Mercedes        | Esteban Ocon         | 33                   | 9                    | 14                   | 7                    | 478                  | 1                    | 1                    |
| 2014                 | Dallara-Mercedes        | Antonio Fuoco        | 32                   | 2                    | 0                    | 2                    | 255                  | 5                    | 1                    |
| 2014                 | Dallara-Mercedes        | Dennis van de Laar   | 32                   | 0                    | 0                    | 0                    | 38                   | 14                   | 1                    |

### Formuła 3 Euro Series
| Rok  | Bolid                      | Kierowcy             | Wygrane | PP | NO | Pkt   | M.K. | M.Z. |
| ---- | -------------------------- | -------------------- | ------- | -- | -- | ----- | ---- | ---- |
| 2003 | Dallara F303-Mercedes HWA  | Katsuyuki Hiranaka   | 0       | 0  | 0  | 4     | 22   | 3    |
| 2003 | Dallara F303-Mercedes HWA  | Ryan Briscoe         | 8       | 5  | 5  | 110   | 1    | 3    |
| 2003 | Dallara F303-Mercedes HWA  | Robert Kubica        | 1       | 1  | 1  | 31    | 12   | 3    |
| 2003 | Dallara F303-Mercedes HWA  | Lucas Di Grassi      | 0       | 0  | 0  | 5     | 21   | 3    |
| 2004 | Dallara F303-Mercedes HWA  | Katsuyuki Hiranaka   | 0       | 0  | 0  | 9     | 15th | 3    |
| 2004 | Dallara F303-Mercedes HWA  | Franck Perera        | 0       | 0  | 0  | 48    | 8    | 3    |
| 2004 | Dallara F303-Mercedes HWA  | Roberto Streit       | 0       | 0  | 0  | 28    | 10   | 3    |
| 2004 | Dallara F303-Mercedes HWA  | Kohei Hirate         | 0       | 0  | 0  | 48    | NS   | 3    |
| 2005 | Dallara F305-Mercedes HWA  | Gregory Franchi      | 0       | 0  | 0  | 11    | 17   | 3    |
| 2005 | Dallara F305-Mercedes HWA  | Marco Bonanomi       | 0       | 0  | 0  | 21    | 11   | 3    |
| 2005 | Dallara F305-Mercedes HWA  | Franck Perera        | 0       | 0  | 0  | 67    | 4    | 3    |
| 2006 | Dallara F305-Mercedes HWA  | Alejandro Nuñez      | 0       | 0  | 0  | 0     | NS   | 9    |
| 2006 | Dallara F305-Mercedes HWA  | Ronayne O’Mahony     | 0       | 0  | 0  | 0     | NS   | 9    |
| 2006 | Dallara F305-Mercedes HWA  | João Urbano          | 0       | 0  | 0  | 1     | 19   | 9    |
| 2007 | Dallara F305-Mercedes HWA  | Renger van der Zande | 1       | 0  | 0  | 59    | 4    | 5    |
| 2007 | Dallara F305-Mercedes HWA  | Michael Patrizi      | 0       | 0  | 0  | 1     | 18   | 5    |
| 2008 | Dallara F308-Mercedes HWA  | Renger van der Zande | 2       | 0  | 0  | 85    | 4    | 4    |
| 2008 | Dallara F308-Mercedes HWA  | Charlie Kimball      | 0       | 0  | 0  | 8     | 17   | 4    |
| 2008 | Dallara F308-Mercedes HWA  | Dani Clos            | 0       | 0  | 0  | 16,5  | 14   | 4    |
| 2008 | Dallara F308-Mercedes HWA  | Stefano Coletti      | 1       | 0  | 2  | 6,5   | 20   | 4    |
| 2009 | Dallara F308-Mercedes HWA  | Basil Szaban         | 0       | 0  | 0  | 6     | 17   | 5    |
| 2009 | Dallara F308-Mercedes HWA  | Stefano Coletti      | 1       | 0  | 2  | 19    | 10   | 5    |
| 2009 | Dallara F308-Mercedes HWA  | Matteo Chinosi       | 0       | 0  | 0  | 0     | 23   | 5    |
| 2009 | Dallara F308-Mercedes HWA  | Tom Dillmann         | 0       | 0  | 0  | 0     | 30   | 5    |
| 2009 | Dallara F308-Mercedes HWA  | Tim Sandtler         | 0       | 0  | 0  | 0     | NS†  | 5    |
| 2009 | Dallara F308-Mercedes HWA  | Víctor García        | 0       | 0  | 0  | 0     | NS†  | 5    |
| 2010 | Dallara F308-Mercedes HWA  | Nicolas Marroc       | 0       | 0  | 0  | 10    | 11   | 5    |
| 2010 | Dallara F308-Mercedes HWA  | Daniel Juncadella    | 1       | 1  | 4  | 35    | 8    | 5    |
| 2011 | Dallara F308-Mercedes HWA  | Daniel Juncadella    | 4       | 4  | 3  | 280   | 3    | 1    |
| 2011 | Dallara F308-Mercedes HWA  | Roberto Merhi        | 11      | 8  | 10 | 406   | 1    | 1    |
| 2011 | Dallara F308-Mercedes HWA  | Gianmarco Raimondo   | 0       | 0  | 0  | 66    | 11   | 1    |
| 2012 | Dallara F312-Mercedes Benz | Daniel Juncadella    | 5       | 5  | 6  | 240   | 1    | 1    |
| 2012 | Dallara F312-Mercedes Benz | Sven Müller          | 1       | 2  | 1  | 172   | 6    | 1    |
| 2012 | Dallara F312-Mercedes Benz | Michael Lewis        | 1       | 0  | 1  | 127   | 8    | 1    |
| 2012 | Dallara F312-Mercedes Benz | Raffaele Marciello   | 6       | 2  | 6  | 219,5 | 3    | 1    |

† – Zawodnik nie był liczony do klasyfikacji.